# SU-8 (Flakpanzer)
Die 76-mm-Fla-Sfl SU-8 (russisch 76-мм зенитная самоходная установка СУ-8) ist ein in den 1930er Jahren in der damaligen Sowjetunion entwickelter Flakpanzer. Nach dem Bau eines Prototyps im Jahr 1935 wurde die Entwicklung eingestellt. Zu einer Serienfertigung oder Einführung in die Rote Armee kam es nicht.

## Entwicklung
In den 1920er Jahren entwickelte die Rote Armee das Konzept der tiefen Operation. Der Durchbruch durch die gegnerische Verteidigung sollte dann durch mobile, mechanisierte Korps mit Panzern und Flugzeugen erfolgen. Dies führte in der Folge zur Aufstellung von Panzer- und mechanisierten Infanterieverbänden. Für die Umsetzung des Konzeptes waren jedoch auch mobile und geschützte Unterstützungswaffen notwendig. Folgerichtig unternahm man ab Beginn der 1930er Jahre in der Sowjetunion verstärkte Anstrengungen, Selbstfahrlafetten für Fla- und Artilleriewaffen zu schaffen.
Die SU-8 wurde ab 1932 an der Artillerieakademie unter der Leitung von Professor Christow (Хлыстов), nach anderen Angaben im Konstruktionsbüro des Werkes Nr. 185 entwickelt. Dabei wurde eine 76-mm-Flugabwehrkanone M1931 (3-K) mit dem Fahrgestell des Panzers T-28 kombiniert. Mit der ursprünglich von der deutschen Firma Rheinmetall entwickelten Kanone stand der Roten Armee erstmals eine moderne, leistungsfähige und in großer Stückzahl produzierte Flugabwehrkanone zur Verfügung. Die Kanone wurde auf einer Sockellafette auf dem vorderen Teil des Panzers anstelle des Turmes aufgestellt. Die Bedienung war nach vorn und den Seiten durch abklappbare Bordwände geschützt. Für den Feuerkampf wurden die Bordwände abgeklappt. Sie bildeten dann die Trittfläche für die Bedienung der Kanone. Um die Federn des Fahrgestells zu entlasten, die die Auswirkungen von Schwingungen des Chassis auf die Genauigkeit der Waffe zu minimieren, wurde das Fahrzeug auf ausklappbaren Stütztellern abgestützt. Im Notfall konnte das Feuer jedoch auch ohne Abstützung eröffnet werden. Im bzw. am Fahrzeug wurde ein Kampfsatz von 108 Granaten mitgeführt.
Nach dem Bau des einzigen Prototyps kamen die Arbeiten 1935 praktisch zum Erliegen. Im Jahr 1939 wurden die Arbeiten an dem Flakpanzer erneut aufgenommen, da andere, ähnliche Projekte nicht zum Erfolg geführt werden konnten. In diesem Jahr konzentrierte man sich auf die Entwicklung schwerer Unterstützungswaffen auf dem Fahrgestell des T-28. So sollten eine 152-mm-Haubitze, ein 203-mm-Mörser und eben eine 76-mm-Flak auf diesem Chassis entwickelt werden. Im Gegensatz zum ursprünglich verfolgten Ansatz wurde diesmal die Waffe jedoch auf dem hinteren Teil des Fahrzeuges aufgestellt. Von diesen drei Projekten wurde jedoch keines gebilligt, die Entwicklung des Flakpanzers in Folge nun endgültig eingestellt.

## Technische Daten
| 76-mm-Fla-Sfl SU-8            |                                          |
| Allgemeine Eigenschaften      |                                          |
| Klassifikation                | Flakpanzer                               |
| Chefkonstrukteur              | Christow                                 |
| Bezeichnung des Herstellers   | 76-мм зенитная самоходная установка СУ-8 |
| Hersteller                    | -                                        |
| Länge                         | 4.285 mm                                 |
| Breite in Gefechtslage        | 4.520 mm                                 |
| Gewicht                       | 19.000 kg                                |
| Baujahre                      | 1935                                     |
| Stückzahl                     | 1                                        |
| Rohr                          |                                          |
| Kaliber                       | 76,2 mm                                  |
| Rohrlänge                     | 4.191mm (L/55)                           |
| Höhe der Schusslinie          | 2.470 mm                                 |
| Feuerdaten                    |                                          |
| Höhenrichtbereich             | −5° bis +85°                             |
| Seitenrichtbereich            | 360°                                     |
| Höchstschussweite             | 14.000 m                                 |
| max. Schusshöhe               | 9.500 m                                  |
| Höchstmündungsgeschwindigkeit | 820 m/s                                  |
| Beweglichkeit                 |                                          |
| Höchstgeschwindigkeit         | 37 km/h                                  |